# Teatre Principal (Lleida)
El Teatre Principal és el teatre més antic de la ciutat de Lleida. Situat a Plaça Paeria, número 7. Actualment, funciona també com a sala d'exhibició de cinema amb projeccions diàries, i en ell es van projectar les primeres edicions de l'Animac, la Mostra Internacional de Cinema d'Animació de Catalunya.

## L'antic Teatre Principal
L'actual Teatre Principal que coneixem no és el primer teatre que amb aquest nom s'ha aixecat a la capital de les Terres de Ponent. L'antic Teatre Principal es va incendiar l'any 1876 i estava situat molt a prop de l'actual, també al ben mig del Carrer Major. L'edifici del teatre s'havia adaptat a la construcció ja existent de l'antic convent que l'Orde dels Agustins havia aixecat entorn el 1778 i que amb la Llei de Desamortització passà a mans de l'estat.
Fou d'aquesta manera com un grup d'afeccionats a les arts escèniques i el mateix ajuntament hi instal·laren el Teatre Principal, amb una capacitat de 80 persones, on l'escenari ocupava l'espai del presbiteri mentre que la nau i les capelles servien de pati de butaques i de llotges. D'altra banda, la part de la sala Capitular i les dependències contigües es va convertir en un cafè molt freqüentat.
Malauradament, la matinada del 22 d'octubre de 1876 va patir un greu incendi que el calcinà per complet i el va deixar en estat ruïnós. Les cròniques de l'època mai van concretar l'origen de les flames.

## L'actual Teatre Principal

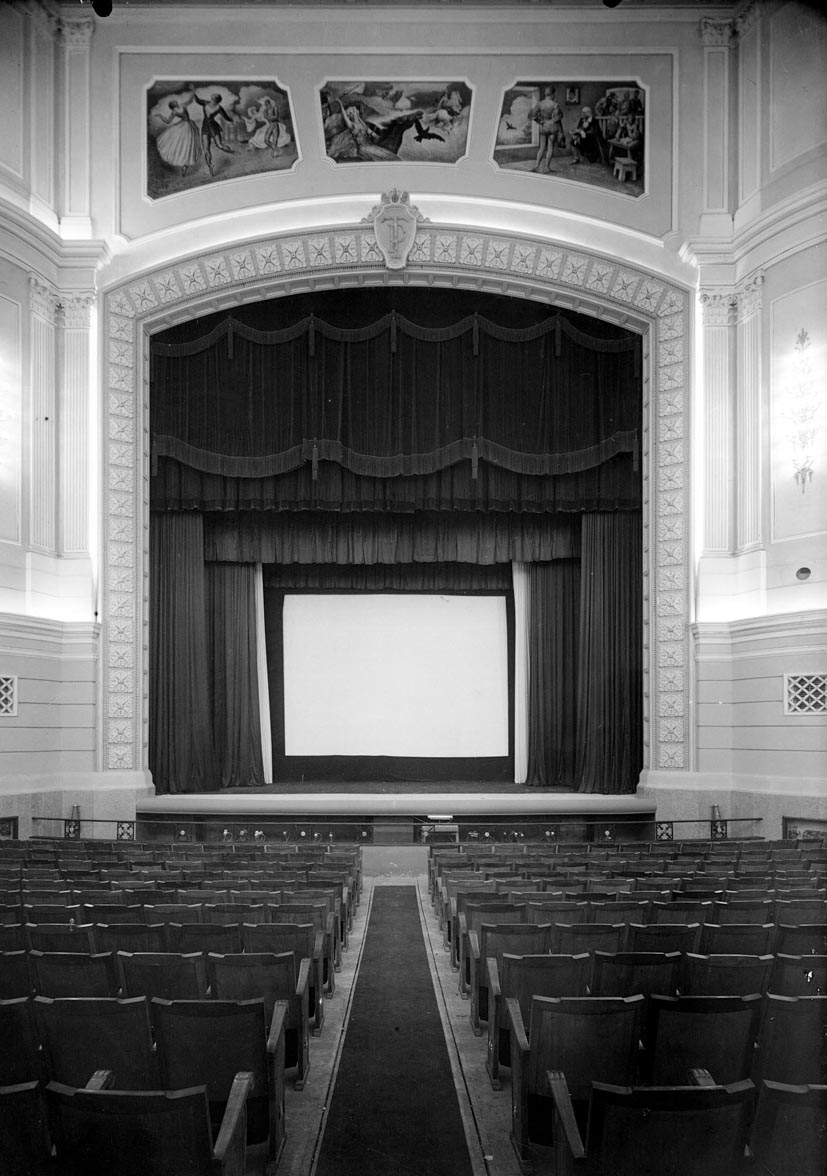
Sala del Teatre Principal abans de les obres del 1986

L'any 1876 Lleida va perdre el seu teatre i no va ser fins al 29 de desembre de 1951 que es va inaugurar el Teatre Principal que coneixem en l'actualitat.
Durant els anys 40 i 41 tothom va pensar que Lleida necessitava un teatre, i alguns particulars, d'una banda, i la Paeria, de l'altra, varen posar en marxa diversos projectes. No va ser fins al 15 d'abril de 1947 que es va decidir obrir la convocatòria per a l'execució del teatre. Es van presentar dos projectes: un de Jaime Baldomá Vinós i un altre d'Humbert Puig Farrán i Manuel Cases Lamolla. Es va aprovar finalment el segon projecte.
El gener de 1948, Cases Lamolla i Puig Farran van dur a terme un gran pas per intentar desmarcar-se de la gran passivitat de l'ajuntament i van decidir continuar amb el projecte amb iniciativa privada, amb el suport municipal, però sense el caràcter públic i oficial amb el qual intervenia directament la societat “Teatro Principal, S.A.” de la qual formaven part.
De seguida van començar les tasques de compra de les propietats particulars, la formació d'una societat i la confecció del projecte, que finalment va reunir personalitats del món de Lleida, advocats, metges, comerciants, industrials, contractistes i propietaris.
Finalment, un cop acabat el teatre, que fou construït per Miquel Puigdevall amb els materials més nobles d'aquells moments, va ser inaugurat el 29 de desembre de 1951.
La iniciativa va tenir una acollida extraordinària i el Teatre Principal ha enriquit des d'aleshores l'oferta cultural a Lleida i ha viscut els batecs de la ciutat.

## Arquitectura

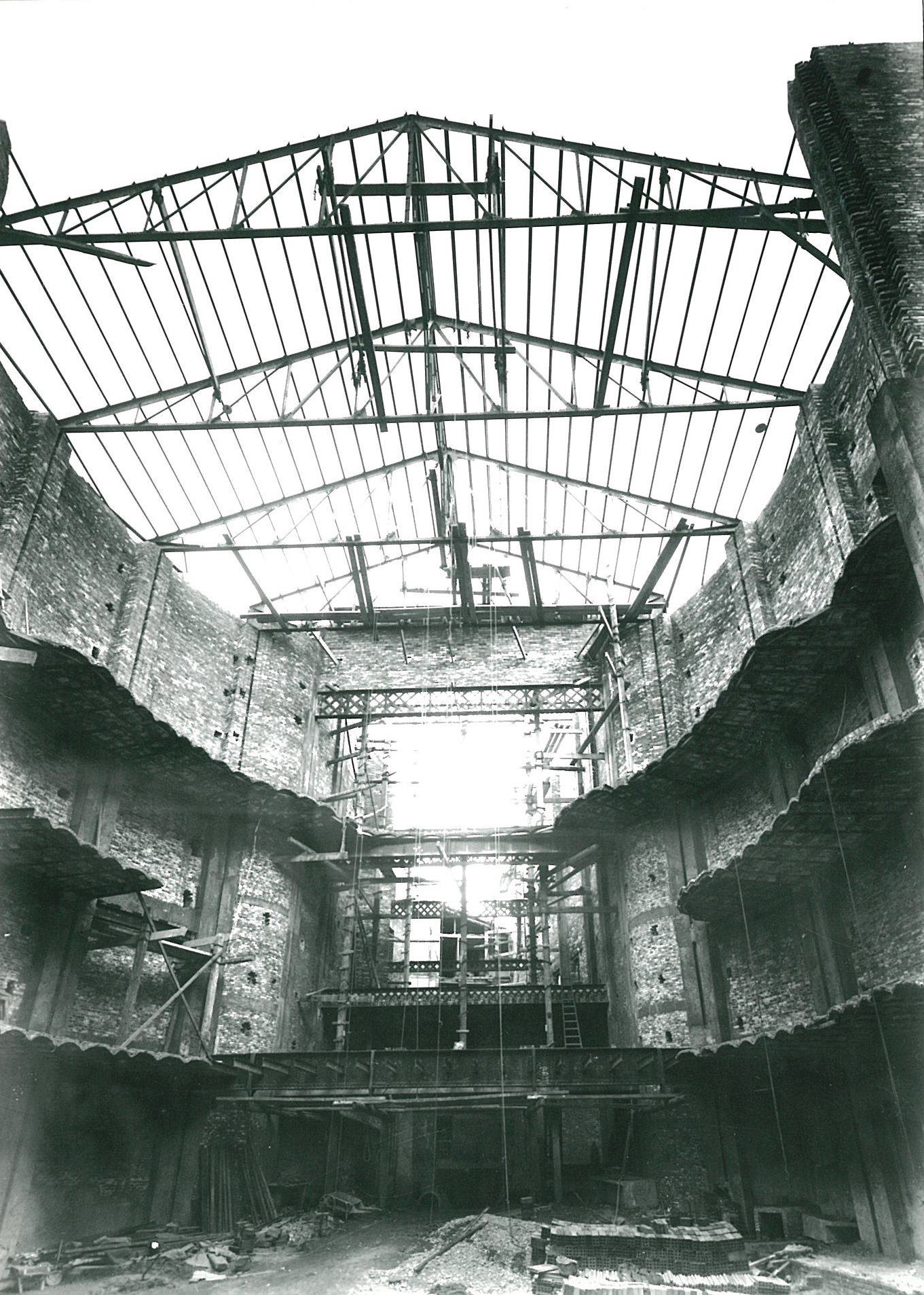
Construcció del Teatre Principal de LLeida 1949

La construcció del nou teatre va comportar una sèrie de problemes que a poc a poc van anar-se resolent. El principal entrebanc fou l'adequació del projecte a un solar molt difícil, en què hi havia 12 finques de diferents propietaris; una d'elles, la número 13, que resultava gairebé impossible d'adquirir.
El solar tenia una superfície de 1.200 metres quadrats, en la qual es calculava un aforament de 1.500 espectadors. L'ample i alt de la sala en la part anterior eren de 20 metres i el fons de la platea, de 25 metres. L'espai de l'amfiteatre que el separava de l'escena en el seu fons era de 35 metres.
Durant les obres es van trobar restes dels baixos de la Casa del General construïda per la Generalitat a final del segle XVI.
Hi havia galeries de llotja al primer i al segon pis, i una galeria general amb entrada a part de la resta de localitats en un tercer pis. Es disposava de sis sortides i cinc escales. L'escenari disposava d'un espai de 9,50 metres per 18 metres.
La decoració exterior de la sala, salons i vestíbul es va fer a base de guix, ferro forjat i marbres; les pintures, a base de daurats, esmalts i estucats, i al sostre de la sala uns efectes de llum negra simulaven la nit exterior.
Damunt de la boca de l'escenari, unes pintures a l'estil de Josep Maria Sert evoquen els temes teatrals: la comèdia, la tragèdia, la farsa i l'òpera.
Tot l'edifici, tant l'exterior com l'interior, està ambientat amb elements clàssics. Els porxos tenen un pilar principal situat a la cantonada que dona a la Plaça de Sant Joan, i que en la seva reconstrucció ha estat reivindicat pel Governador Blondel, de qui s'hi pot trobar un bust. Tothom coneix aquest indret com el “Pilar del General”.
A l'entrada del teatre es van construir unes vitrines de diferents mides, als dos costats de la primera escalinata, dedicades a la mostra de propagandes d'espectacles i que van servir antigament com a reclam de les marques comercials de la ciutat de Lleida. Una d'elles estava ocupada pels productes de Suquets; una altra, més gran, feia de taquilla i en una altra es venia loteria.
Ja començada l'explotació del teatre, la direcció tècnica fou encarregada als germans Miquel i Jordi Cortada Argilés, persones ja enteses en afers culturals després de trenta anys de ser propietaris del Teatre Victòria.

## Música
La construcció del Teatre Principal responia a unes necessitats evidents de la societat de la ciutat, amb una visió política de futur creixement de la població. Fins aquell moment, Lleida s'abastia de petites sales que cobrien les aportacions culturals (teatre, música, dansa, etc.)
El nou teatre va ser concebut amb els avenços tecnològics d'infraestructura que corresponien al moment i amb un aforament que permetia fer actes de més magnitud. Va ser un respir per poder dur a terme activitats que requerien muntatges més complexos.
Pel que fa a l'aspecte musical, el fet de tenir un escenari gran amb uns equipaments de tramoies i també una fossa per a l'orquestra, el dotà d'uns avantatges molt valorats al moment de fer sarsueles, òperes, dansa i música simfònico-coral. Cal remarcar, també, que el públic podia gaudir d'un confort fins llavors poc usual, i que l'acústica era molt bona.
El teatre ha estat, també, un punt de llançament d'entitats i de persones de la vida cultural i musical de la ciutat. Per exemple, el concert de presentació oficial a la ciutat de l'Orfeó Lleidatà, el 9 de gener de 1953, en la seva segona etapa, després de la Guerra Civil, sota el mestratge del jove Lluís Virgili i Farrà; també el concert de presentació de la nova coral Sícoris el 19 de gener de 1969, sota la direcció d'Antoni Virgili i Farrà. Exponents referencials importants per a Lleida, sense oblidar músiques, músics i altres agrupacions vocals i instrumentals que s'hi ha presentat.

## Actes inaugurals del Teatre Principal
| 29/12/1951 | Byron en Venecia Orquestra Filharmònica de Barcelona                                          | Compositor: Eduardo Aunós Pérez Companyia: Ballet Español d'Emma Malesas                                                                                         |
| 30/12/1951 | Marina (Arrieta) Cavalleria rusticana, de Pietro Mascagni Orquestra Filharmònica de Barcelona | Repartiment: L. Huarte, P.Civil, A.Cabanes, Ch. Gonzalo. Companyia: Ballet Español d'Emma Malesas Repartiment: T. Valt, T. Rosado, R. Gómez, P.Civil, A. Cabanes |

### Òperes i sarsueles
| 11/5/1952                       | La montería El cantar del arriero Orquestra Filharmònica de Barcelona                    | Companyía de Arte Lírico i la col·laboració de Marcos Redondo                                                                                         |
| 13/5/1952                       | La Gran Vía El canastillo de fresas (J. Guerrero)                                        | Compañía de Arte Lírico i la col·laboració de Marcos Redondo                                                                                          |
| 29/8/1952                       | Molinos de viento (Pablo Luna) Cadetes de la reina (Pablo Luna) Cançó d'amor i de guerra | Compañía Lírica L. Calvo y E. Vendrell Repartiment: E. Vendrell (fill) i A. Aguilà                                                                    |
| 30/9/1952                       | Carmen (Bizet)                                                                           | Compañía de Ópera G. Velazquez y P. Civil. Repartiment: C.Velázquez, P. Civil, H. Esquerra, L. Torrentó                                               |
| 9/5/1953                        | La alegría de la huerta La Dogaresa                                                      | Compañía Lírica Francisco Bosch |
| 10/5/1953                       | Maruxa Los Bohemis El pájaro azul                                                        | Compañía Lírica Francisco Bosch |
| 11/5/1953                       | Don Gil de Alcalá Los gavilanes                                                          | Compañía Lírica Francisco Bosch |
| 12/5/1953                       | La reina mora La canción del olvido La campana rota                                      | Compañía Lírica Francisco Bosch |
| 12/5/1953                       | Madame Butterfly                                                                         | Director: Mestre Sabarter |
| 3/10/1953                       | Black el payaso                                                                          | Compañía: Lírica P. Sorozabal |
| 8/5/1954                        | La tabernera del puerto Entre Sevilla y Triana                                           | Compañía: Lírica P. Sorozabal |
| 9/5/1954                        | Katiuska La eterna canción                                                               | Compañía: Lírica P. Sorozabal |
| 15/12/1954                      | Chateau margaux La tempranica Sucedió en Mallorca                                        | Compañía: Lírica A. Navarro |
| 14/12/1954                      | El barbero de Sevilla Moros y cristianos La Dolorosa Al dorarse las espigas              | Compañía: Lírica A. Navarro |
| 6/2/1957                        | Goyescas. Homenatge a E. Granados Gran Teatre del Liceu de Barcelona                     | Repartiment: D Pérez, G. Terrano, A. Ausensi, R. Gómez Director: E. Toldrà; Regidor P. Civil Director del cor: V Barbiere, Mestre de ball: J Magrinyà |
| 7/5/1959                        | La Dolorosa Luisa Fernanda                                                               | Compañía Lírica Juan Gual |
| 11/5/1959                       | Peces de Mozart i Beethoven Orquestra Simfónica de Madrid, grup de cambra                | Director i solista: José Iturbi |
| Data a determinar (1959 - 1960) | El canastillo de fresas Goyescas La Serva Padrona Amatil y los visitantes nocturnos      | Director musical: Adrià Sardó Director del cos de ball: M. Obiols                                                                                     |
| 12/5/1961                       | La Bohème Gran Teatre del Liceu de Barcelona                                             | Repartiment: M. Lacambra, F. Granero, J. Simorra, M. Aguirre, J. Rico, D. Monjo                                                                       |
| 6/9/1963                        | Los claveles La Dolorosa La del manojo de                                                | Compañía Lírica Juan Gual |
| 11/5/1965                       | La Cabesera (Alonso)                                                                     | Teatro de la Zarzuela de Madrid |
| 12/5/1965                       | La rosa del azafrán                                                                      | Teatro de la Zarzuela de Madrid |
| 8/5/1966                        | La del soto del parral                                                                   | Teatro de la Zarzuela de Madrid |
| 9/5/1966                        | Marina (Arrieta) amb Alberto Grau                                                        | Teatro de la Zarzuela de Madrid |
| 6-8/5/1968                      | Luisa Fernanda La rosa del azafrán Molinos de viento Gigantes y Cabezudos                | Compañía y Orquesta del Teatro de la Zarzuela de Madrid Director musical: Jorge Rubio                                                                 |
| 14-15/5/1969                    | La Revoltosa Bohemios Canción del olvido La alegría de la huerta                         | Compañía y Orquesta del Teatro de la Zarzuela de Madrid                                                                                               |
| 9-11/5/1970                     | El violinista sobre el tejado Maruxa                                                     | Compañía y Orquesta del Teatro Lírico de Madrid Adaptació i direcció; J. Deus                                                                         |
| 8/5/1986                        | La Dolorosa "Antología lírica"                                                           | Carles Munguía |
| 9/5/1987                        | Cançó d'amor i de guerra                                                                 | Companyia del mestre Damunt |
| 29/9/1987                       | La del manojo de rosas                                                                   | Companyia Ases Líricos de Evelío Esteve |
| 14/5/1988                       | La taberna del puerto                                                                    | Companyia Ases Líricos de Evelío Esteve (Albert Grau)                                                                                                 |
| 15/5/1988                       | La del soto del Parral                                                                   | Companyia Ases Líricos de Evelío Esteve (Albert Grau)                                                                                                 |
| 6/5/1989                        | Los Gavilanes                                                                            | Companyia de sarsuela Arte Lírico |
| 7/5/1989                        | Luisa Fernanda                                                                           | Companyia de sarsuela Arte Lírico |
| 15/6/1989                       | Tosca                                                                                    | Repartiment: Floria Tosca: M Colalillo; Mario Cavaradossi: F Ortíz;etc.                                                                               |
| 13/2/1990                       | La Bohème                                                                                | Repartiment:Mimi: I. Egido etc. |
| 11/5/1990                       | Carmen                                                                                   | Repartiment: Carmen: S.Salazar etc. |
| 12/5/1990                       | Katiuska                                                                                 | Companyia de sarsuela Arte Lírico |
| 30/9/1990                       | Don Quichotte                                                                            | Repartiment: Don Quichotte: J.P Courtis; Sancho: J.M Frémeau etc.                                                                                     |
| 12/2/1991                       | Norma (Bellini)                                                                          | Repartiment: Norma: P. Torreolanca etc. |
| 19/11/1992                      | Cavalleria rusticana                                                                     | Repartiment: Santuzza: E. Castelló etc. |
| 11/2/1993                       | La fada                                                                                  | Repartiment: fada: R. Nonell; Jauspert: C. Gaspà etc.                                                                                                 |
| 7/11/2000                       | Il trovatore (G. Verdi)                                                                  | Repartiment: Manrico: B. Jae-Chu; Leonora: J. Borràs etc.                                                                                             |
| 14/3/2001                       | Rigoletto (G. Verdi)                                                                     | Repartiment: Rigoletto: C. Almaguer |
| 10/5/2001                       | La traviata (G. Verdi)                                                                   | Repartiment: Violetta: R. Mateu etc |
| 6/11/2001                       | L'italiana in Algeri (G. Rossini)                                                        | Repartiment: Isabella: S.Santiago etc |